# Ramba (sockenhuvudort i Kina, Tibet Autonomous Region, lat 29,13, long 90,13)
Ramba (kinesiska: Ranba, 然巴, 然巴乡) är en sockenhuvudort i Kina. Den ligger i den autonoma regionen Tibet, i den sydvästra delen av landet, omkring 110 kilometer sydväst om regionhuvudstaden Lhasa. Antalet invånare är 2 009. Befolkningen består av 961 kvinnor och 1 048 män. Barn under 15 år utgör 25,0 %, vuxna 15-64 år 66 %, och äldre över 65 år 8,0 %.
Runt Ramba är det glesbefolkat, med 16 invånare per kvadratkilometer. Närmaste större samhälle är Kangxung, 18,2 km norr om Ramba. Trakten runt Ramba består i huvudsak av gräsmarker.
Genomsnittlig årsnederbörd är 713 millimeter. Den regnigaste månaden är juli, med i genomsnitt 262 mm nederbörd, och den torraste är november, med 1 mm nederbörd.